# 曼斯菲爾德鎮區 (新澤西州伯靈頓縣)
曼斯菲爾德鎮區（英語：Mansfield Township）是位於美國新澤西州伯靈頓縣的一個鎮區。

## 地方資料
曼斯菲爾德鎮區的面積為56.69平方千米，當中陸地面積為56.29平方千米，而水域面積為0.40平方千米。根據2020年美國人口普查的數據，當地共有人口8897人，而人口密度為每平方千米156.94人。